# Флора Антарктиди

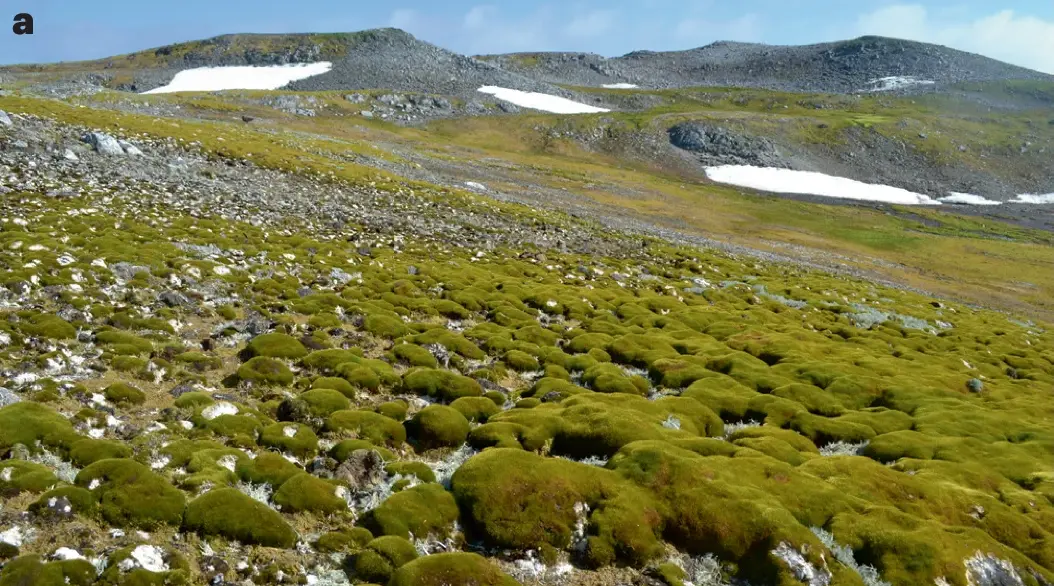
Рослинність на острові Ардлі біля материкової Антарктиди

Флора Антарктиди представлена рослинами, що населяють її материкову частину, навколишні острови та водойми. Вивчається з ХІХ ст. Антарктична рослинність існує в умовах низьких температур, сильних вітрів, бідних ґрунтів і високого рівня ультрафіолетового випромінювання, чим зумовлені її адаптаційні особливості.
Флора Прибережної Антарктики дуже бідна: всього 2 види судинних рослин, а саме щучник (Deschampsia antarctica Desv.) та перлинниця (Colobanthus quitensis (Kunth) Bartl.), а також 100 видів мохів, 25-30 видів печіночників, 250 видів лишайників і понад 700 видів водоростей. Вигляд рослинного покриву сильно залежить від мікроклімату кожної конкретної ділянки. Кожному з мікрокліматів відповідає невеликий за площею, але відмінний за складом різновид антарктичної рослинності. Переважання кам'янистих субстратів зумовлює те, що на відміну від північніше розташованих регіонів Антарктики (наприклад, острів Короля Георга), в Антарктиді рідко існують неперервні рослинні угруповання. Проте з кінця XX ст. площа рослинного покриву Антарктиди швидко зростає через глобальне потепління.

## Особливості флори
Доісторична флора Антарктиди, до її зледеніння, була різноманітною. Бувши частиною стародавніх суперконтинентів, включаючи Пангею та Гондвану, Антарктида переживала набагато тепліші та вологіші умови. Приблизно 53 млн років тому на початку еоцену, коли рівень парникового вуглекислого газу в атмосфері був набагато вищим, Антарктида, хоча й недалеко від свого теперішнього розташування, мала тропічні умови. Скам’янілі рештки таких рослин, як південний бук (Nothofagus sp.), можна знайти на західній частині Антарктичного півострова. В часи мезозою в Антарктиді росли пишні ліси з південних буків, хвойних дерев і папоротей. Південні буки могли існувати в деяких частинах континенту ще кілька мільйонів років тому.
Щодо сучасної Антарктиди, то її флора надзвичайно бідна. Ботаніки тут виявили лише два види покритонасінних рослин: щучник антарктичний (Deschampsia antarctica) та перлинниця антарктична (Colobanthus quitensis). Окрім них тут відомо понад 250 видів лишайників, 100 видів мохів, близько 30-ти видів печіночників та понад 700 видів морських і наземних водоростей. В Антарктиді немає ні дерев, ні чагарників. Низькі температури та сухі вітри створюють умови для зростання низькорослих форм, що прилягають до землі.
Рослини Антарктики добре пристосовані до виживання в суворому кліматі та низьких температурах. Їхній метаболізм прискорений, рослини мають довший життєвий цикл і ефективніші у фотосинтезі, ніж інші рослини. Мінусові температури на континенті означають, що там немає комах, які зазвичай запилюють рослини. Рослини Антарктиди покладаються на самозапилення, запилення вітром і поширення насіння морськими птахами.

## Різновиди рослин

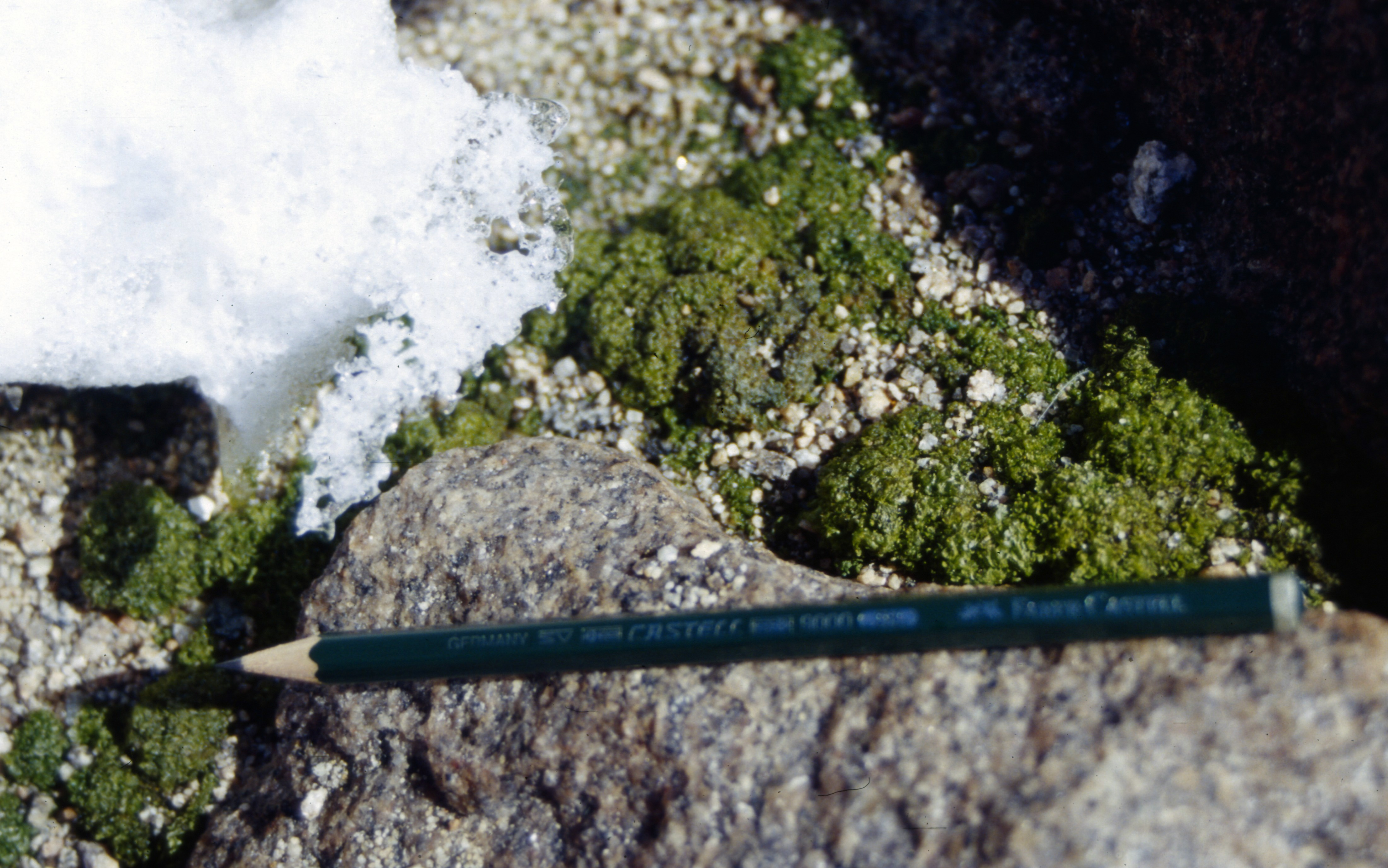
Водорость Prasiola crispa

### Прісноводні та наземні водорості
Більшість із прісноводних і наземних водоростей Антарктики мікроскопічні. Вони розмножуються на дні озер і покривають вологий гравій, іноді забарвлюючи ґрунт (синьо-зелені водорості) або сніг (червоно-пігментовані водорості). Снігові водорості, як правило, є одноклітинними організмами, хоча існують деякі багатоклітинні та ниткоподібні форми. Трапляються до широти 86°29'. Поміж найбільших наземних водоростей Антарктиди є Prasiola crispa.

### Морські водорості

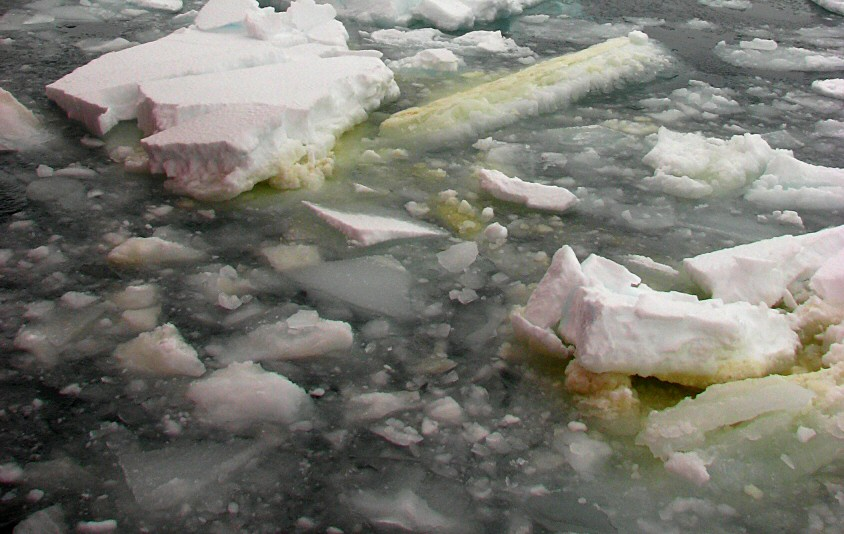
Уламки криги, забарвлені водоростями

В антарктичних морях можна зустріти гігантські водорості завдовжки до 20 м роду макроцистіс. Дрібні рослини та тварини живуть у заростях водоростей, включаючи червів, молюсків, голкошкірих, ракоподібних і кліщів.
Фітопланктон (мікроскопічні морські водорості) є важливою основою антарктичної екосистеми та харчового ланцюжка Південного океану. Він складає 400 з 700 видів антарктичних водоростей.

### Лишайники
Найширше після водоростей флора Антарктиди представлена лишайниками — їх тут існує понад 300 видів.
Ростуть лишайники в антарктичному кліматі довго, бо їхній розвиток тут пригнічується низькими температурами і сильними вітрами. У найкращих умовах морської Антарктики швидкість росту лишайників досягає 1 мм на рік. У суворішому середовищі континентальної Антарктиди зростання відбувається набагато повільніше. У випадку Buellia frigida в районі сухих долин Мак-Мердо швидкість росту може становити лише 1 мм на 100 років. Попри це, їх можна знайти на півдні аж до широти 86°30'.

### Антарктичні мохи

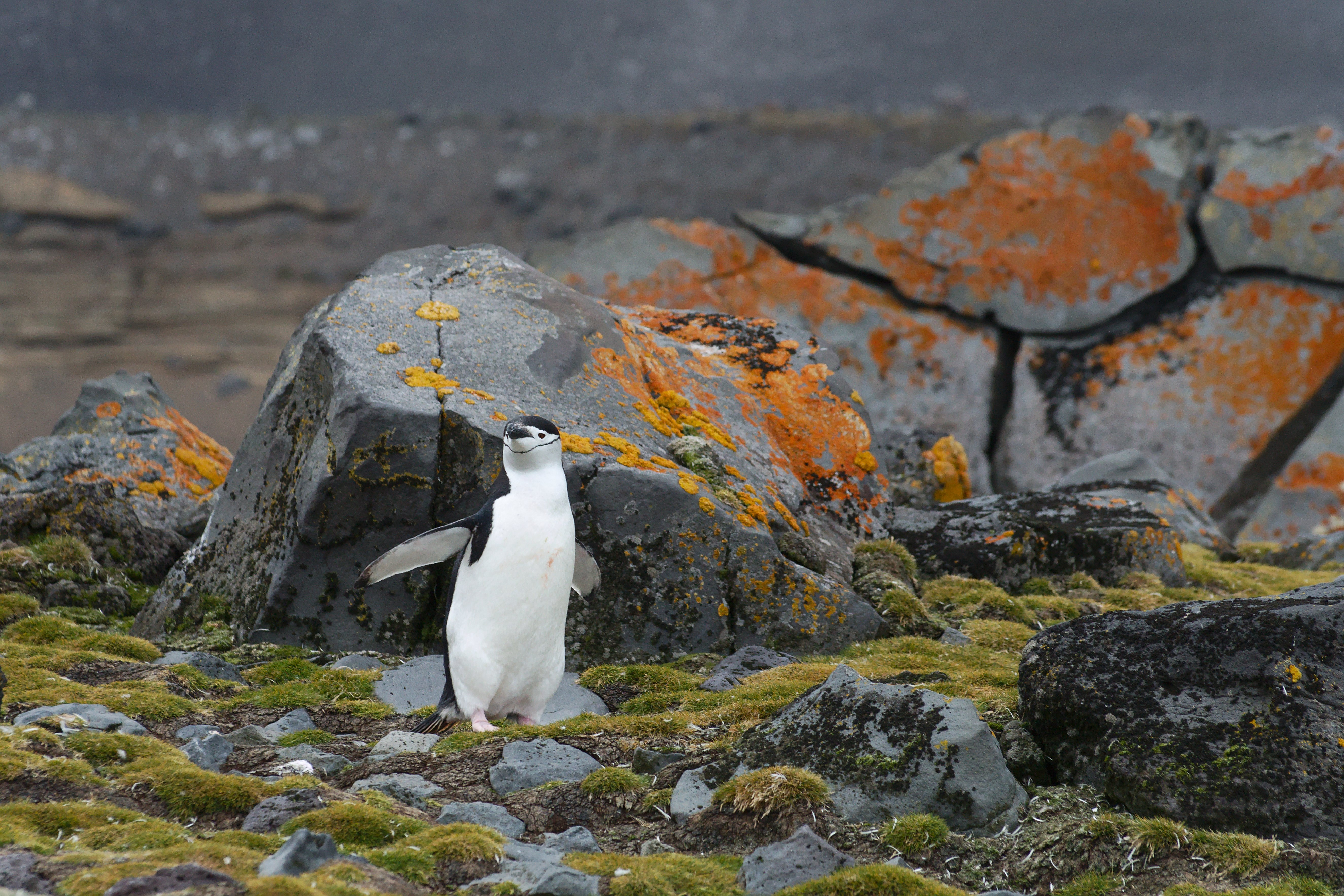
Пінгвін на тлі мохів і лишайників

У прибережних морських регіонах Антарктиди поширені понад 100 видів мохів і близько 30 видів печіночників. Саме вони є панівним компонентом рослинності у вільних від льоду прибережних районах Антарктиди. Поміж них є види, відомі на інших континентах, як Bryum pseudotriquetrum і Ceratodon purpureus, але є й ендеміки, як Schistidium antarctici.
Мохи отримують талу воду лише приблизно від 20 до 105 днів на рік. Вони здатні майже повністю висихати та відновлювати гідратацію, щойно рідка вода з'явиться знову. Ceratodon purpureus, дуже стійкий вид моху, росте далеко на південь, аж до 84°30' на горі Кіффін. На Південних Оркнейських і Південних Шетландських островах є утворені мохами торф'яні болота віком кілька тисяч років (швидкість зростання шару торфу близько 1 мм на рік).
Антарктичні мохи важливі як модельні організми для вивчення пристосування рослин до екстремальних умов довкілля.

### Папоротеві
Папороті в Антарктиді відомі лише за скам'янілостями. Протягом середини міоцену папороті ще росли в районі Південних Оркнейських островів.

### Покритонасінні
В Антарктиді росте лише два місцевих види покритонасінних.
- Щучник антарктичний (Deschamsia antarctica) росте в основному на Антарктичному півострові невеликими пучками серед скелястих ділянок. Їхня складна та глибока коренева система добре закріплює рослини та дозволяє їм легко поглинати воду та поживні речовини з навколишнього середовища. Взимку рослина втрачає свої довгі, тонкі, зелені листки, і може витримувати морозні температури, не вмираючи повністю. Влітку цвіте, самозапилюючись[1].
- Перлинниця антарктична (Colobanthus quitensis) нагадує мох і зростає подушкоподібними скупченнями до 5 см заввишки в скелястих районах у прибережних регіонах континенту. Має маленькі жовті квіти, що запилюються завдяки вітру чи самозапилюються[1].

## Зміна флори Антарктиди

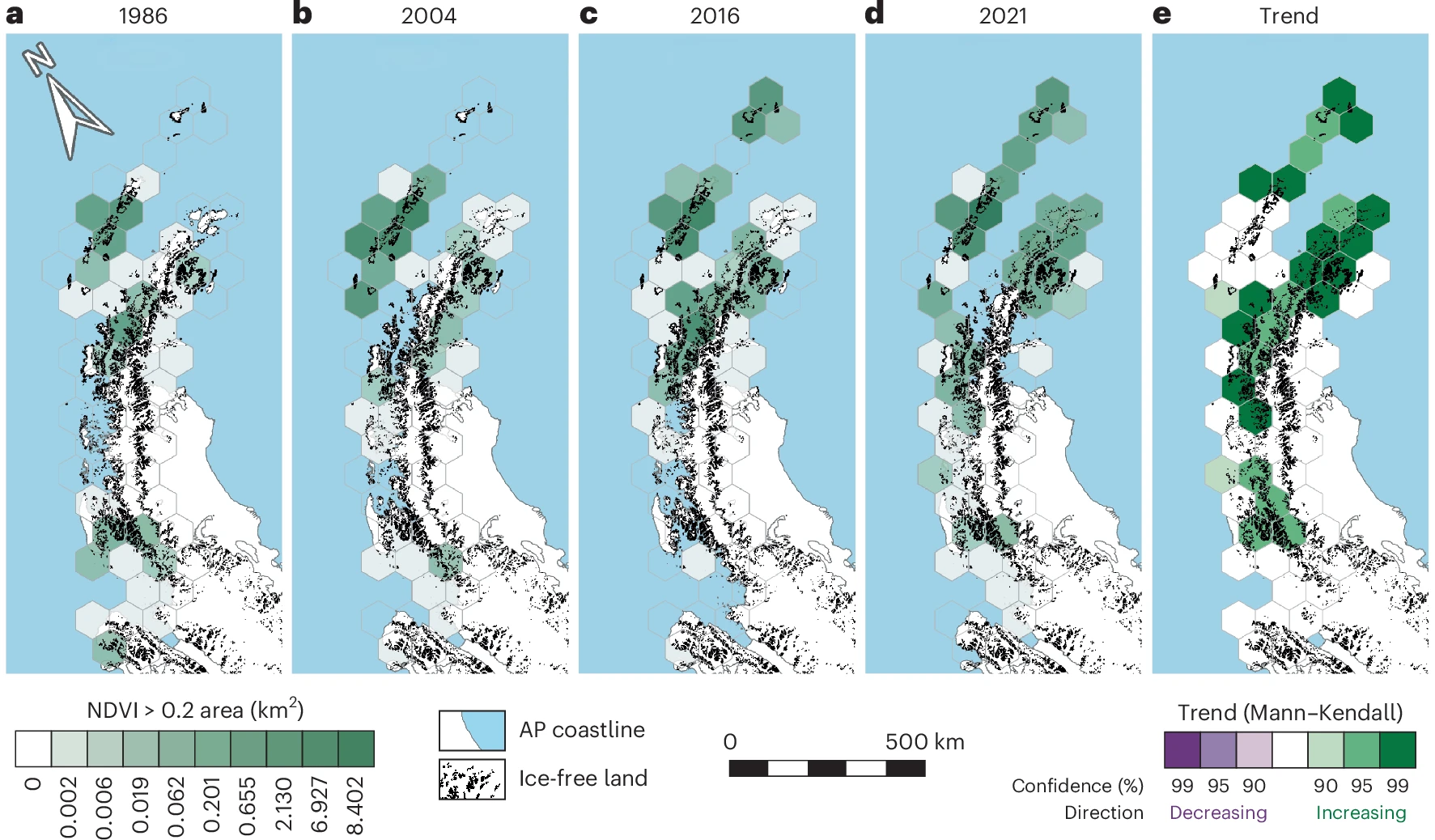
Поширення рослинності на Антарктичному півострові

Антарктичний півострів є одним із найбільш швидконагріваних місць на Землі. Більшість його льодовиків відступають, лишаючи сушу, де можуть зростати рослини. Площа рослинного покриву на Антарктичному півострові з 1986 року збільшилася в понад 10 разів. Збільшення площі різко прискорилося починаючи з 2016 року. Водночас потепління створює сприятливі умови для поширення немісцевих та інвазивних видів рослин. Недавнім доповненням став тонконіг однорічний, який ненавмисно завезли в 1950-х роках.

## Галерея

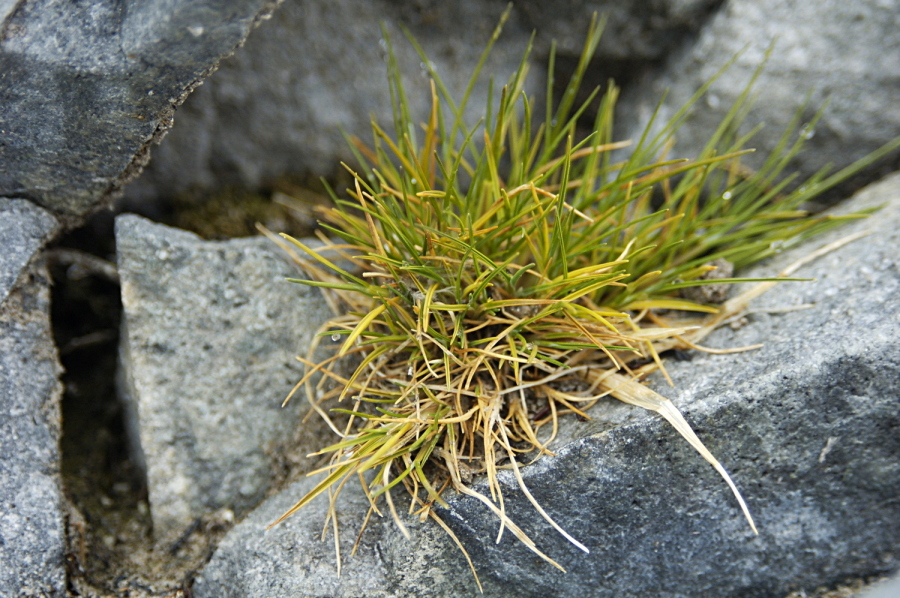
Deschampsia antarctica
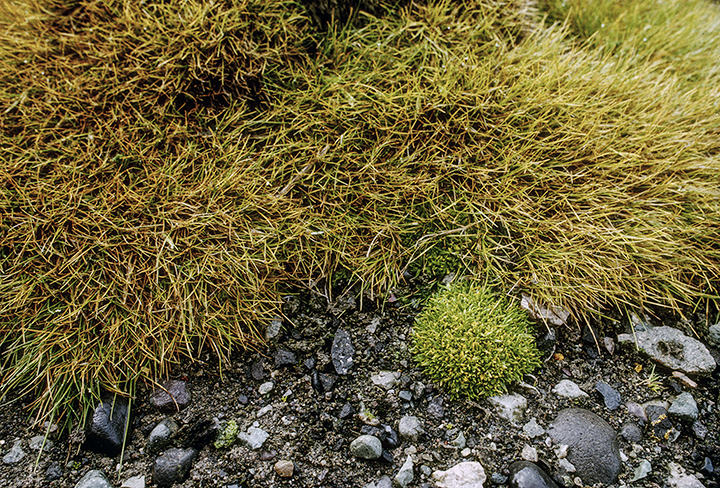
Deschampsia antarctica
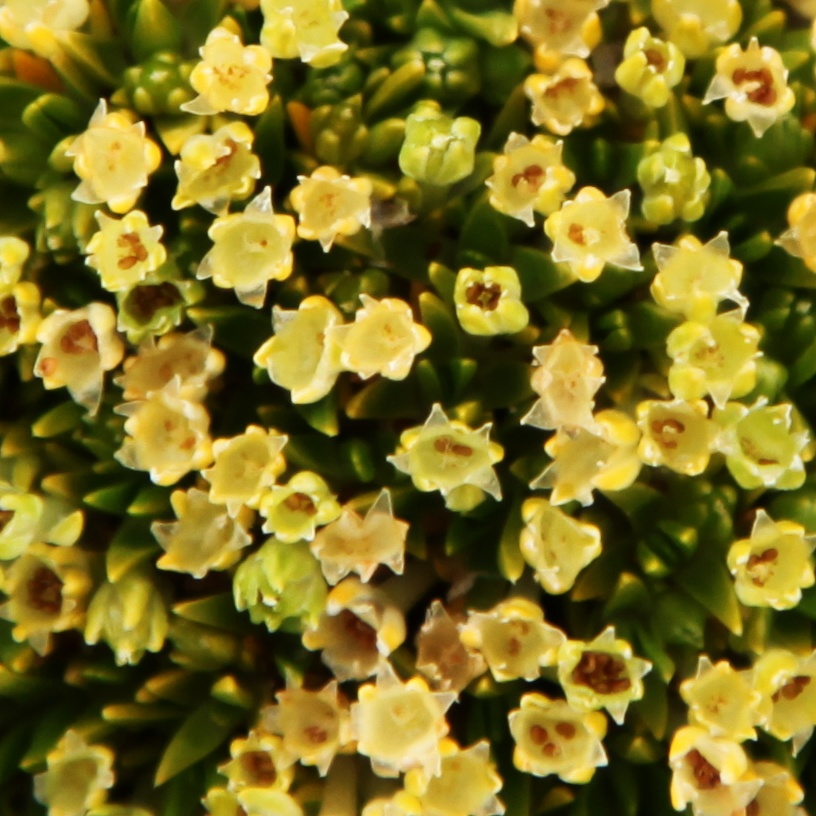
Colobanthus quitensis
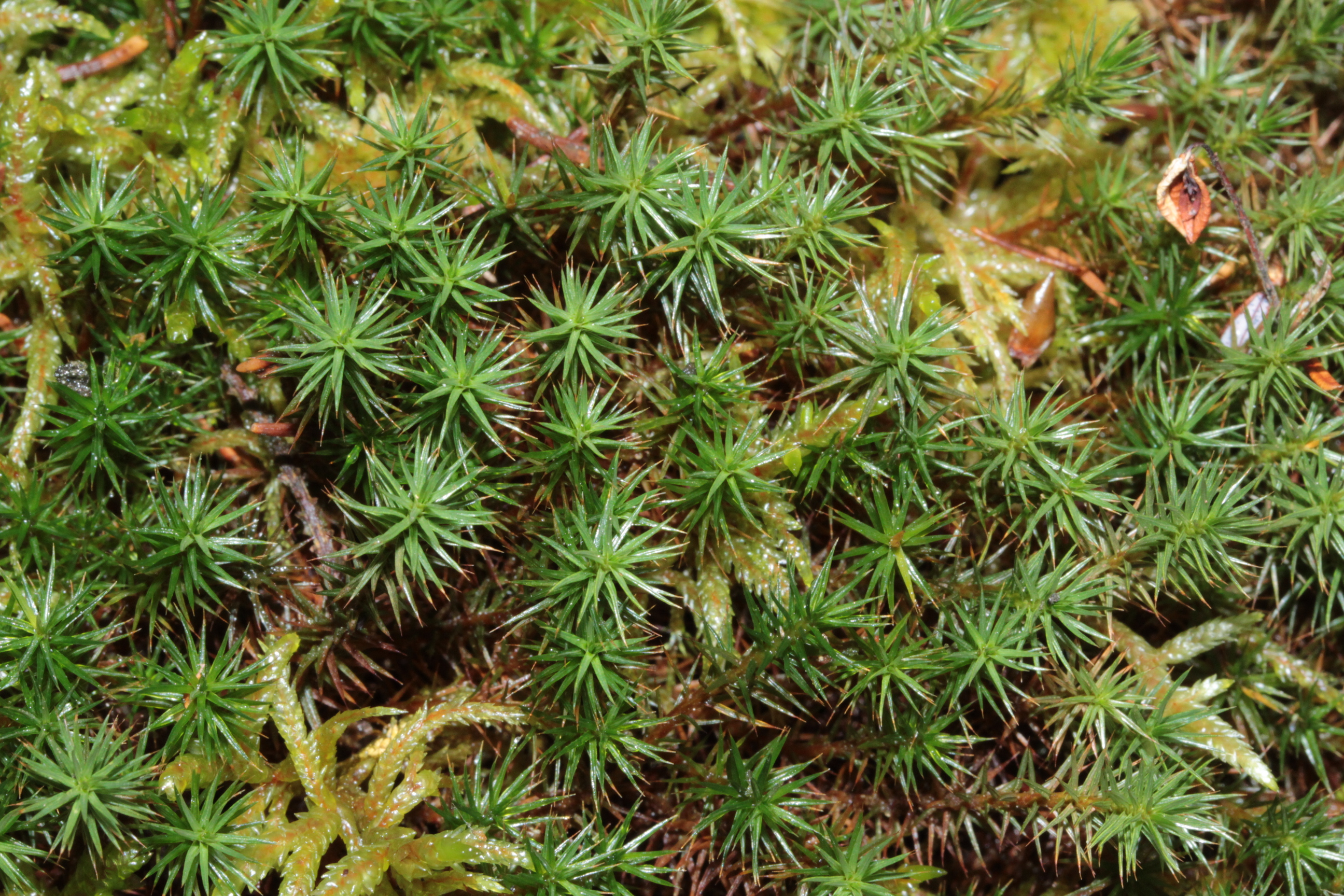
Polytrichum strictum
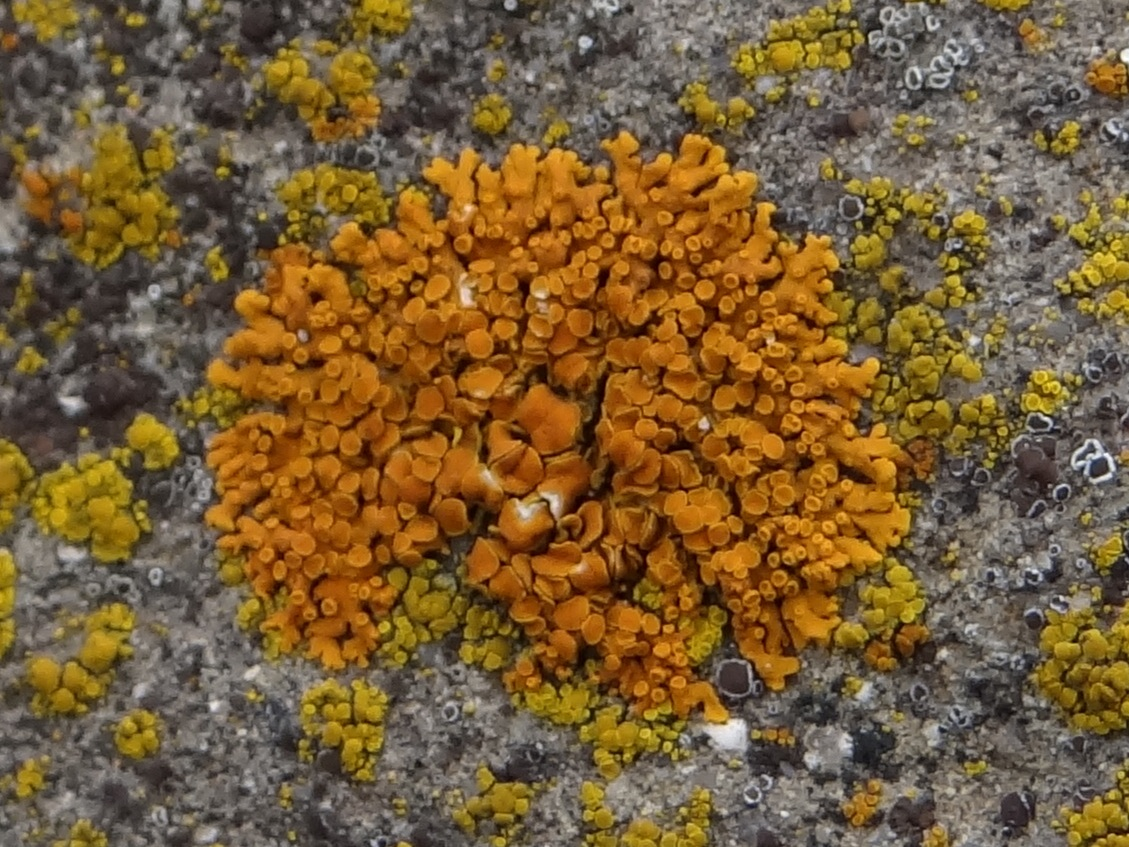
Caloplaca saxicola
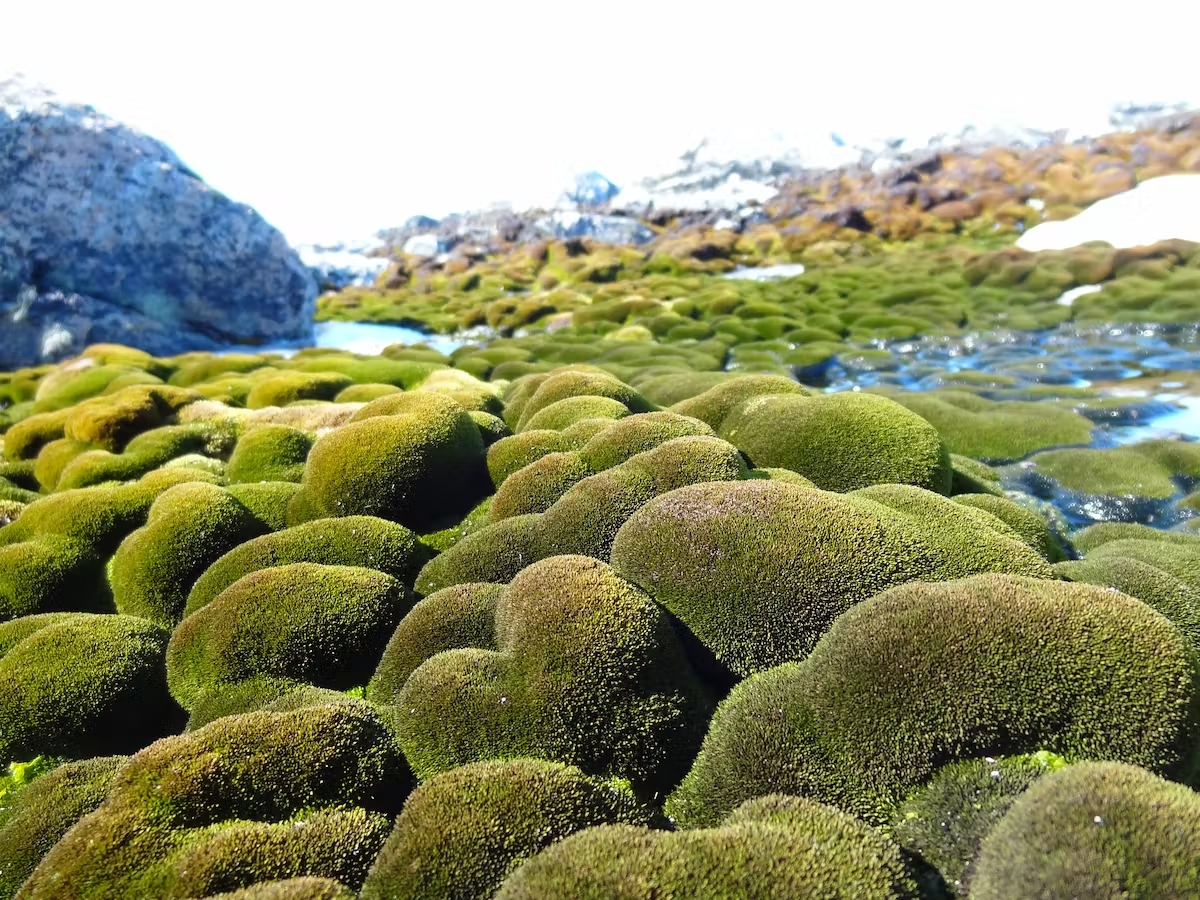
Моховий покрив
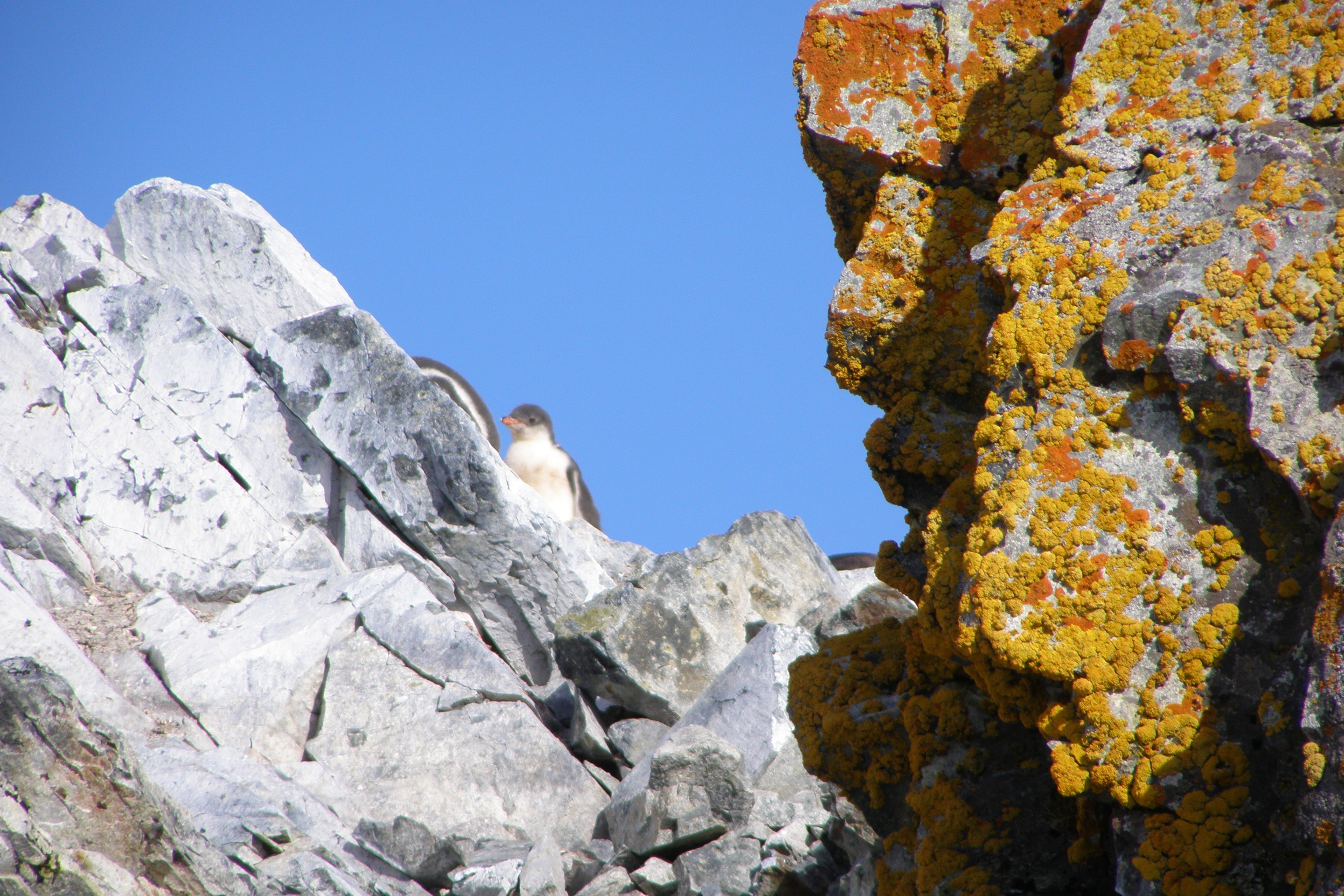
Лишайники на скелі